# Velitelství domácí fronty

Struktura velení Domácí fronty

Izraelské Velitelství domácí fronty je relativně novým útvarem Izraelských obranných sil, vytvořeným až roku 1992 po válce v Zálivu. Zahrnuje jednotky civilní obrany a záchranné sbory. Velitelem je generálporučík (aluf) Rafi Milo.

## Jednotky a obvody
Domácí fronta je rozdělena na následující obvody (distrikty):
- Severní obvod
- Obvod Dan (Tel Aviv a přilehlá aglomerace)
- Centrální obvod
- Jeruzalémský obvod
- Jižní obvod
- Záchranný prapor („Šachar“)